# Landesvermessung und Geobasisinformation Brandenburg
Die Landesvermessung und Geobasisinformation Brandenburg (kurz: LGB) besteht seit dem 1. Januar 2002 und ist Rechtsnachfolger des Landesvermessungsamtes Brandenburg. Die LGB ist ein Landesbetrieb mit Sitz in Frankfurt (Oder). Weitere Betriebsstellen befinden sich in Potsdam und Prenzlau.

## Aufgaben
Folgende Aufgaben werden von dem Betrieb wahrgenommen:
- Erhaltung und Sicherung des Höhen-, Lage- und Schwerefestpunktfeldes und Bereitstellung der Daten in verschiedenen Raumbezugssystemen
- Gewährleistung eines ständigen satellitengestützten Positionierungsdienstes für das Landesgebiet
- Sicherung und Pflege der Staatsgrenze zu Polen und der Landesgrenzen
- Lösung von Grundfragen und Projekten der Liegenschaftsvermessung zur Neueinrichtung und Fortführung des Liegenschaftskatasters in den Kataster- und Vermessungsämtern
- Wahrnehmung von Sonderrechtsaufgaben, welche sich aus der Grundstückswertermittlung und der Fachaufsicht über die Öffentlich bestellten Vermessungsingenieure (ÖbVI) ergeben.
- Erfassung der topographischen Informationen über die Landesoberfläche und ihre Bereitstellung in analoger und digitaler Form (Topographische Landesaufnahme)
  - Planung und Organisation der Luftbildbereitstellung für die Zwecke der topographischen Landesaufnahme.
  - Führung des Landesluftbildarchivs
  - Erfassung der topographischen Basisdaten durch Luftbildauswertung und topographischen Feldvergleich
  - Erzeugung des Digitalen Landschaftsmodells (DLM) als Grundlage des Amtlichen Topographisch-Kartographischen Informationssystems (ATKIS) und für digitale Ableitungen  von Karten und deren analoge Ausgabe
  - Bearbeitung und Bereitstellung der topographischen Landeskartenwerke (Topographische Landeskartographie)
  - Herstellung von digitalen Topographischen Karten aus digitalen Landschaftsmodellen und deren analoge Ausgabe
  - Ableitung von topographischen Gebiets- und Sonderkarten
  - Herstellung von thematischen Landeskarten auf der Grundlage topographischer Landes-, Gebiets- und Sonderkarten im Zusammenwirken mit anderen Landesämtern (Geologie, Straßenwesen)
  - Kartenvervielfältigung (Offsetdruck)
  - Information der Öffentlichkeit über die Ergebnisse der Landesvermessung, Bereitstellung der Ergebnisse zum Teil durch Geodienste im Rahmen einer Geodateninfrastruktur an
    - Behörden
    - Einrichtungen des öffentlichen Rechts
    - Unternehmen
    - Privatpersonen
- Wahrnehmung der Landesrechte bei der Nutzung der Ergebnisse der Landesvermessung.